# Marian Owczarski
Marian Owczarski (ur. 22 grudnia 1932 w Łukowie, zm. 15 kwietnia 2010 w Orchard Lake, USA) – polski artysta rzeźbiarz, konserwator.

## Elementy biograficzne
W 1961 roku ukończył studia na Wydziale Rzeźby Akademii Sztuk Pięknych w Warszawie. W latach 1951–1954 studiował teologię i filozofię w Podlaskim Wyższym Seminarium Duchownym w Siedlcach. W okresie studiów i wiele lat po ich ukończeniu przeprowadzał prace restauracyjne polskich zabytków (szczególnie tych zniszczonych podczas II wojny światowej). Pracował w warszawskich kościołach, m.in. Św. Anny – fasada, kaplica Chrystusa Miłosiernego, kaplica Loretańska, Św. Anny w Wilanowie – figury, obrazy, Św. Katarzyny na Służewiu. Sztuka sakralna była istotną częścią twórczości Owczarskiego (ołtarze, tabernakula, witraże, malarstwo ścienne).
Chcąc pozostać niezależnym artystą wyemigrował w 1971 z Polski do Kanady. Stał się niestrudzonym ambasadorem kultury polskiej w Ameryce Północnej (Kanada, Stany Zjednoczone). Przebywając poza granicami ojczyzny tworzył głównie w stali nierdzewnej. Powstały z niej m.in. portrety 18 Wielkich Polaków (zasłużonych dla kultury polskiej i amerykańskiej), portrety premierów Kanady i Polaków zamieszkałych w Kanadzie (Kazimierz S. Gzowski, Stanley Haidasz), 17 portretów Mikołaja Kopernika (znajdujących się obecnie w muzeach i bibliotekach). Prace prezentował na wielu wystawach, otrzymał pierwsze nagrody m.in. na wystawie Współczesnej rzeźby religijnej – Scrab Club, Detroit, stan Michigan (1965); Wystawie własnej rzeźby – Institute of American Art, Jangston, stan Ohio; Adam Styka Memorial Competition – Doylestown, stan Pensylwania, The Kasle Iron Sculpture Competition – Toledo, stan Ohio (1976), Exhibiotion of Polish and American Artists – Orchard Lake, stan Michigan (1974). Miejscem stałego pobytu artysty stał się Orchard Lake. Tu, przy college’u Najświętszej Marii Panny i Narodowym Centrum dla Studiów Polskich, założył i przez kolejne trzydzieści siedem lat prowadził Galerię Polską, która z czasem stała się jedną z najbogatszych stałych wystaw sztuki polskiej poza granicami kraju. Uratował przed całkowitym zniszczeniem ponad 200 dzieł sztuki przeprowadzając ich konserwację.
W latach 1992–1996 pełnił funkcje wiceprzewodniczącego towarzystwa Friends of Polish Art w Detroit. Wystawiał swoje dzieła w Warszawie, Krakowie, Budapeszcie, Paryżu, Mediolanie, Frankfurcie n. Menem, Wenecji, Toronto, Brukseli, Nowym Jorku, Kolonii, Moskwie. Jego rzeźby znajdują się w muzeach i galeriach amerykańskich w Chapman Art Galery (Sylvannia, stan Ohio m.in. Beethoven – portret, szkice – stal), Cranbrook Institute of Science(Bloomfield Hills, stan Michigan, Copernicus – portret ze stali), Albert Einstein Institute (Filadefia, stan Pensylwania Young Girl – portret ze stali), muzeum Watykańskie (Maryja, Królowa Świata – stal i bursztyn, Jan Paweł II – popiersie, stal), Uniwersytet of Michigan (popiersie ze stali Marii Skłodowskiej-Curie), Muzeum Ziemi Kaliskiej w Antoninie (Chopin – portret, stal), Akademia Medyczna w Poznaniu (popiersie L. Rydygiera – stal) i wielu innych. Sztuka sakralna zajmowała nadal należne jej miejsce w twórczości artysty, wykonał fronton kościoła (rzeźby i witraże) w Parisville, witraże kościoła we Flint, Chatham i kaplicy w Orchard Lake. Prowadził niezliczone ilości wykładów i seminariów na temat sztuki polskiej, zajmował się promocją artystów polskiego pochodzenia.